# Mikonos
Mikonos (grčki: Μύκονος) je grčki otok, znano turističko odredište, danas vrlo popularno kod mlađih ljudi zbog burnog noćnog života. Otok je dio otočne skupine Cikladi, smješten je između otoka Tinosa, Sirosa, Parosa i Naksosa. Otok ima oko 105,2 km², najviša točka na otoku visoka je 341 m. Otok je građen od granitnih stijena. Nedostaju mu izvori pitke vode, tako da se koristi pogonima za desalinizaciju da namiri potrebe. Na otoku živi oko 9 320 stanovnika (Popis iz 2001. godine) većina stanovnika živi u glavnom otočkom gradu Mikonosu ( zvanom i Chora to na grčkom znači  grad i uobičajeno je ime za najveće otočko 
naselje), koji leži na zapadnoj obali otoka.
Otok je dobio ime po lokalnom heroju, za kojeg se drži da je jedan od potomaka boga Apolona i koji je bio dio lokalnog štovanja.

## Povijest
Arheološka istraživanja potvrđuju da su Jonjani naselili Mikonos, na početku XI st. pr. Kr. Novija istraživanja na neolitskom nalazištu Ftelia,  pokazuje da je otok naseljavalo pleme Karinjana već oko 3000. god. p.n.
Po grčkoj mitologiji Mikonos je mjesto bitke između boga Zeusa i Titana, a otok je dobio ime po najstarijem sinu boga Apolona Mikonosu. 
U ta antička vremena Mikonos je zbog blizine svetog otoka Delosa (koja se nalazi udaljen oko 2 km), bio vrlo važan, kako zbog opskrbe tako i za bijeg s Delosa.

### Današnji Mikonos
Današnji Mikonos je jedno od najpoznatijih kozmopolitskih turističkih odredišta u  Grčka, Mikonos je osobito poznat među mlađom populacijom po svojem raznolikom i intenzivnom noćom životu,  velikom broju barova i noćnih klubova. Mikonos je također poznat po svojim pješčanim plažama.

## Rast stanovništva
| Godina | Stanovništvo | Promjene       | Gustoća |
| ------ | ------------ | -------------- | ------- |
| 1971   | 3,863        | -              | -/km²   |
| 1981   | 5,530        | -              | -/km²   |
| 1991   | 6,179        | -              | 59/km²  |
| 2001   | 9,320        | +3,141/+50.83% | 89/km²  |

## Znamenitosti
- Pelikan Petros - Po starom običaju u gradu Milosu pelikan Petro je ljubimac i maskota Mikonosa već 50 godina.
- Vjetrenjače s Mikonosa - S početka XVI st, danas su jedna od najpoznatijih vizura Mikonosa.
- Mala Venecija  - Četvrt grada Mikonosa u kojem su kuće izgrađene iz mora.
- crkva Paraportiani - Vrlo interesantna crkva iz XV st. u kojoj su ukomponirane pet starijih crkava.
- Arheološki muzej - S brojnim predmetima s obližnjih otoka Delosa i Renije kao i samog Mikonosa.
- Obližnji otok Delos - Jedno od najpoznatijih i najvećih arheoloških nalazišta ( udaljen 2 km zapadno od Mikonosa).

## Vanjske poveznice
- Općina Mikonos